# Schwielowsee
Schwielowsee – jezioro przepływowe nad Hawelą, położone w gminie Schwielowsee w powiecie Potsdam-Mittelmark w Brandenburgii, o powierzchni 786 ha i średniej wysokości nad poziomem morza równej 29,3 m. Maksymalna głębokość wynosi 6–7 m, średnia natomiast ok. 2–3 m.